# Schlesien Aktuell
Schlesien Aktuell ist eine deutschsprachige Hörfunksendung in Polen. Sie richtet sich an die deutsche Minderheit in der Woiwodschaft Oppeln.
Die Sendung Schlesien Aktuell wird montags bis freitags von 19.45 bis 20.00 Uhr auf dem öffentlich-rechtlichen Sender Radio Opole gesendet. Moderiert wird die Sendung von Rudolf Urban und Karina Niemiec. Schlesien Aktuell wird von der Produktionsgesellschaft Pro Futura GmbH im Auftrag der deutschen Minderheit realisiert.
Schlesien Aktuell wurde am 15. April 1998 bei Radio Opole zum ersten Mal ausgestrahlt. Seitdem wurde das Angebot kontinuierlich ausgebaut.
Zum Inhalt der Sendung gehören Nachrichten, Reportagen, Interviews, Veranstaltungstipps und Kommentare, darunter Aktuelles über die deutsche Minderheit in Oberschlesien und deutsch-polnische Themen. Zwischen den Beiträgen wird deutschsprachige Musik gespielt, die von Schlagern bis zu Rockmusik reichen. Dienstags richtet sich Schlesien Aktuell an das jüngere Publikum.
Seit 2013 gibt es täglich das Nachrichtenformat Schlesien Aktuell Kompakt mit Neuigkeiten aus Politik, Kultur und Wirtschaft und wöchentlich das Magazin Schlesien Aktuell – das Magazin.